# Kipperquellen
Koordinaten: 50° 57′ 36″ N, 11° 21′ 5,5″ O
Die Kipperquellen in Weimar sind zwei Karst- und Verwerfungsquellen im Ortsteil Ehringsdorf am südöstlichen Stadtrand Weimars. Sie liegen etwas weniger als hundert Meter südlich der Ilm auf 214,6 Meter über NN. Sie können durch einen kleinen Pfad erreicht werden, der neben der Bushaltestelle Ehringsdorf, Kippergasse beginnt. Die Kipperquellen sind die einzigen Karstquellen im Stadtgebiet Weimars, die sich noch in einem naturnahen Zustand befinden.

## Geologie und Chemismus

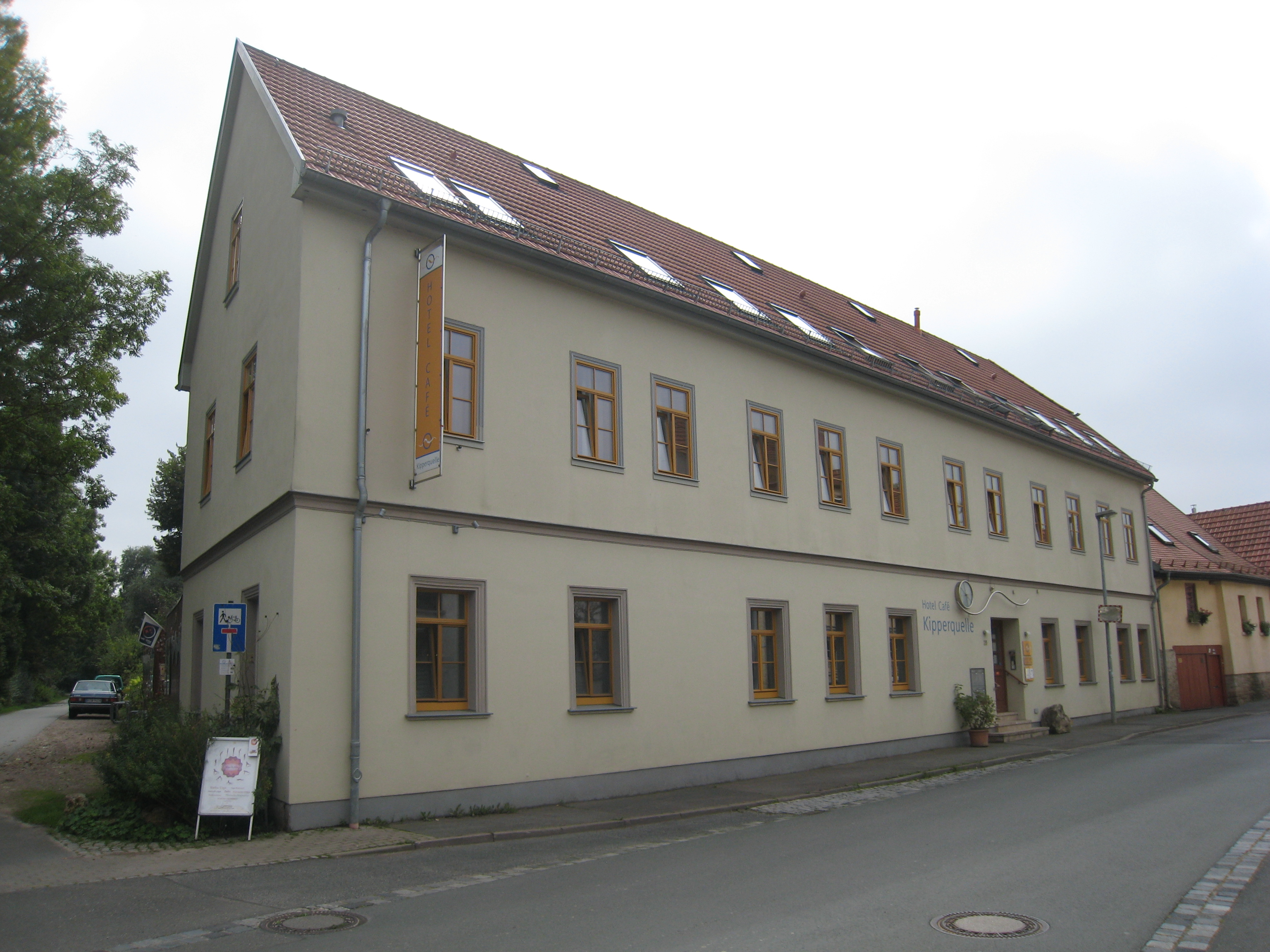
Hotel Kipperquelle

Das Wasser steigt aus etwa 70–80 Metern Tiefe auf und hat eine über das Jahr konstante Temperatur von 8,5 °C. Es entstammt dem Hauptgrundwasserleiter Mittlerer Muschelkalk. Der aus der Quelle resultierende Kippernbach mündet nach ca. 140 Metern in die Ilm unweit der Ehringsdorfer Brücke. Der Quelle entspringen pro Sekunde 30–40 Liter sehr hartes, stark mineralisiertes Wasser vom Kalzium-Magnesium-Sulfat-Typ mit >400 mg/l Kalzium, >50 mg/l Magnesium und >900 mg/l Sulfat.

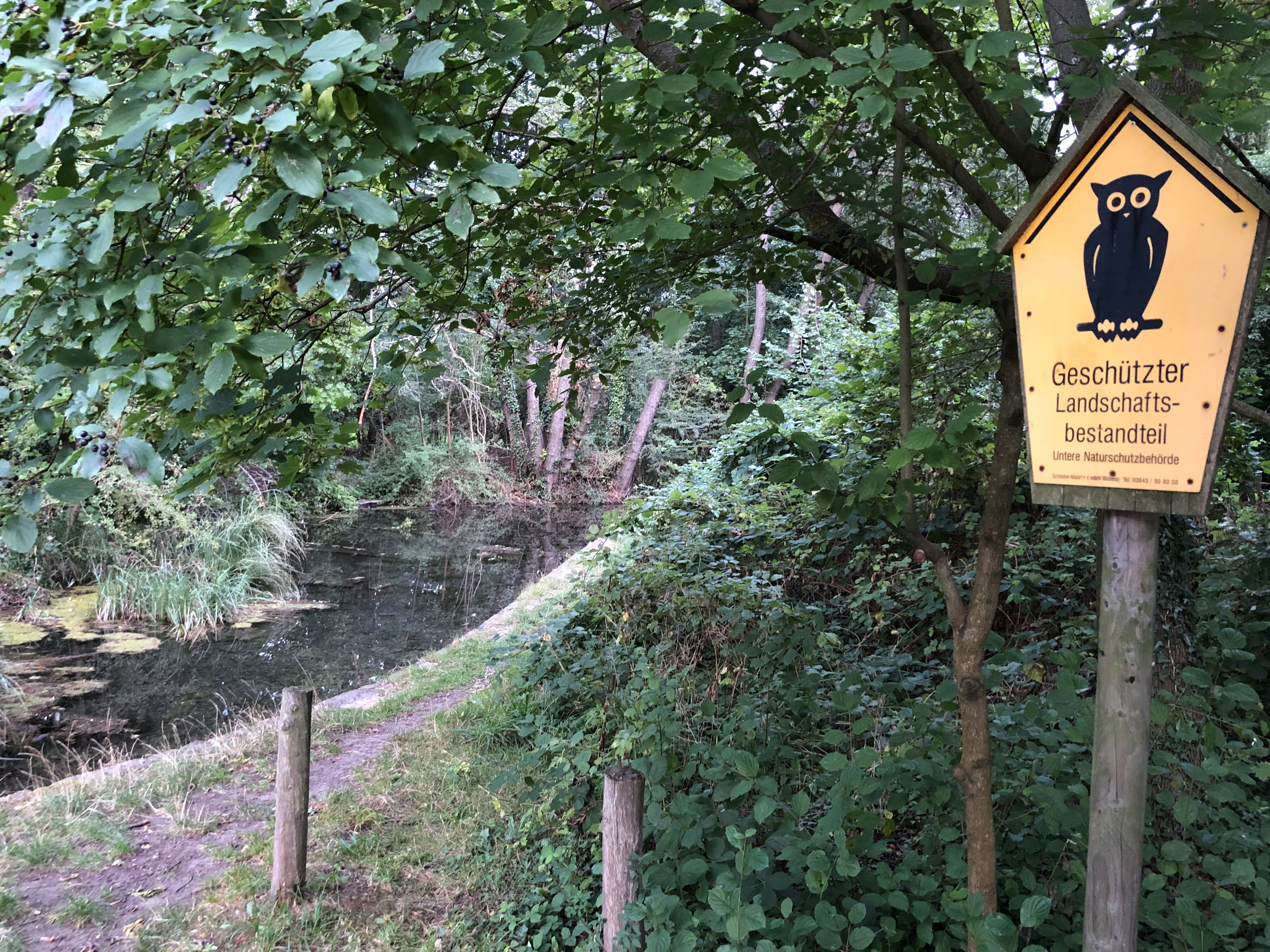
Am Anfang des kurzen Pfades steht das Hinweisschild über den geschützten Landschaftsbestandteil „Kipperquelle“

## Naturschutz
Die Kipperquellen stehen seit 1975 als geschützter Landschaftsbestandteil unter Naturschutz und sind Teil eines weiträumig unzerschnittenen Biotopverbundes zwischen Ilm und Belvedere. Für den Biotop- und Artenschutz ist das Quellgebiet von hoher Bedeutung. In der Nähe befinden sich die ebenfalls geschützten Brauereiteiche Ehringsdorf.

## Nutzung
Bis etwa 1950 wurde das Quellwasser als Brauchwasser in der Brauerei Ehringsdorf gewonnen.
In der näheren Umgebung der Quelle befindet sich eine Weide, auf der Hühner und Rinder laufen. Kurz vor der Ehringsdorfer Brücke gibt es das traditionsreiche Hotel Kipperquelle, das erste Fahrradhotel Thüringens.